# Thomas Bardolf (5e baron Bardolf)
Thomas Bardolf (22 décembre 1369 – 19 février 1408), 5e baron Bardolf, est un baron de la pairie d'Angleterre, qui possédait des terres dans le Nottinghamshire.
Thomas Bardolf est convoqué au Parlement d'Angleterre à partir du 12 septembre 1390. Il soutient l'insurrection du comte de Northumberland et du comte de Norfolk à York en mai 1405. Il s'enfuit avec Northumberland à la suite de l'exécution de Norfolk et de l'archevêque d'York Richard le Scrope.
Il participe à l'invasion du Nord de l'Angleterre avec Northumberland en 1408 mais ils sont tous deux tués à la bataille de Bramham Moor. Son corps est découpé en morceaux sur ordre du roi Henri IV et les différents membres sont placés sur les portes de Londres, York, King's Lynn et Shrewsbury. Sa tête est placée sur la porte d'entrée de la ville de Lincoln.
Ses terres sont partagées entre Thomas Beaufort et George Dunbar, des partisans du roi. Sa fille Joan obtient cependant, après son mariage avec William Phelip, de retrouver l'intégralité de ses terres.